# Rivière Assup
Rivière Assup är ett vattendrag i Kanada.   Det ligger i provinsen Québec, i den sydöstra delen av landet, 300 km norr om huvudstaden Ottawa. Rivière Assup ligger vid sjön Lac Peacock.
I omgivningarna runt Rivière Assup växer i huvudsak blandskog. Trakten runt Rivière Assup är nära nog obefolkad, med mindre än två invånare per kvadratkilometer.